# Dr. Pietsch Holding
Die Dr. Pietsch Holding GmbH ist die Muttergesellschaft der Pietsch-Gruppe einem Großhandelsunternehmen der SHK-Branche, das im Jahre 1947 durch Kurt Pietsch in Legden gegründet worden ist und heute seine Firmenzentrale in Ahaus hat.

## Geschichte

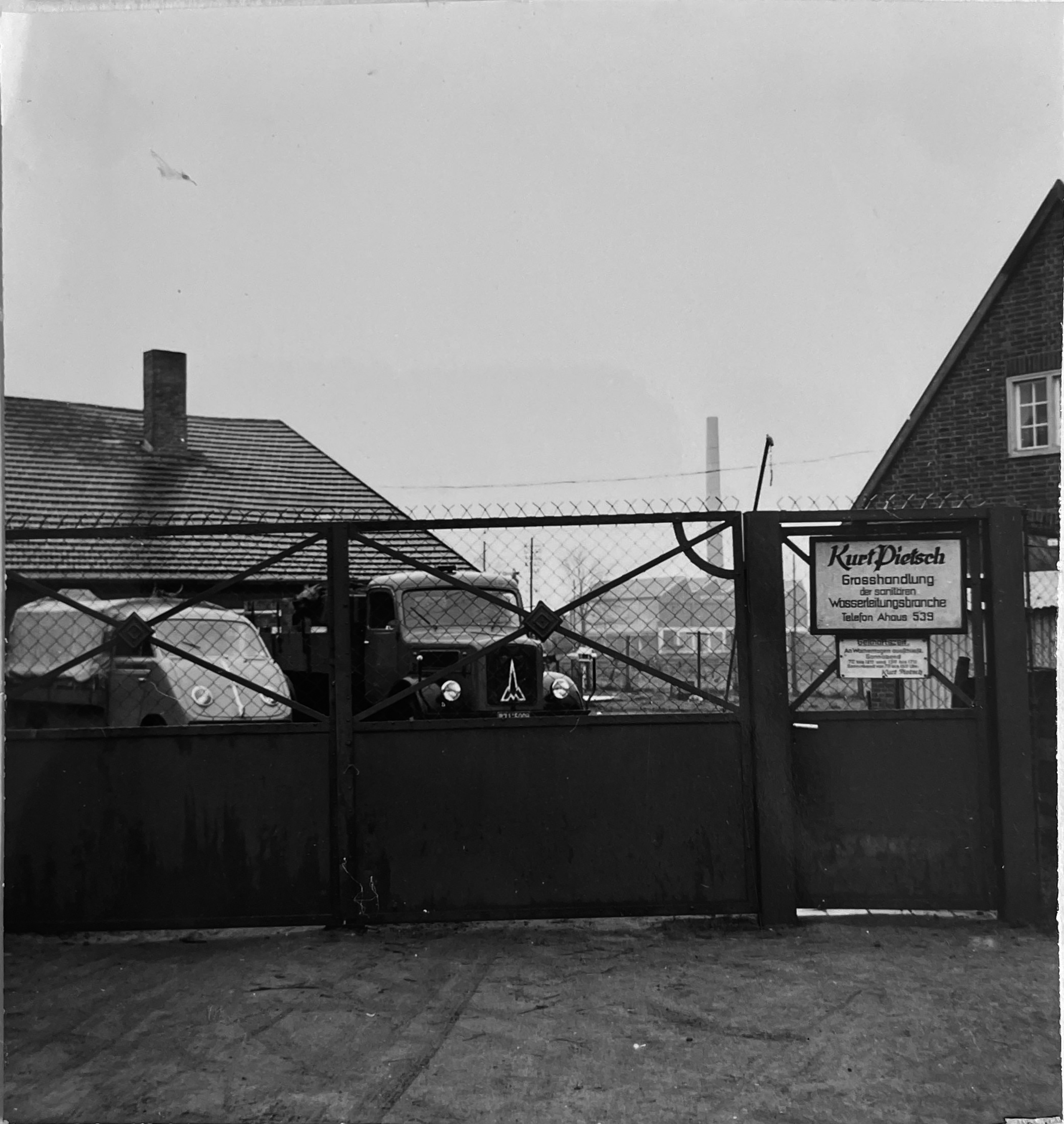
1997 Gründung Kurt Pietsch KG

Kurt Pietsch gründete die Kurt Pietsch GmbH & Co. KG im Jahr 1947 in Legden, als Großhandel der sanitären Wasserleitungsbranche. Ab dem Jahr 1948 diente ein ausgemusterter LKW der englischen Armee dazu, um die ersten Auslieferungen durchzuführen.
Der Firmensitz der Firma wurde im Gründungsjahr in die benachbarte Stadt Ahaus verlegt. In einer alten Viehversteigerungshalle wurde ein erstes Warenlager eingerichtet. 1952 erfolgt der Umzug in das erste eigene Gebäude an die Industriestraße in Ahaus. Nach der Firmenübernahme durch Dr. Dieter Pietsch im Jahr 1963 wuchs das Unternehmen stetig. Zunächst konzentrierte sich das Liefergebiet auf das Gebiet um Ahaus. Anfang der 1970er Jahre baute Dr. Dieter Pietsch im Zuge seines Studiums einen Kundenkreis in und um Münster auf und es wurde eine zusätzliche Niederlassung in Münster eröffnet.
Nach mehreren Anbauten des alten Gebäudes, erfolgte im Jahr 1983 der Umzug an die von-Braun-Straße, der heutigen Firmenzentrale der Pietsch Gruppe.

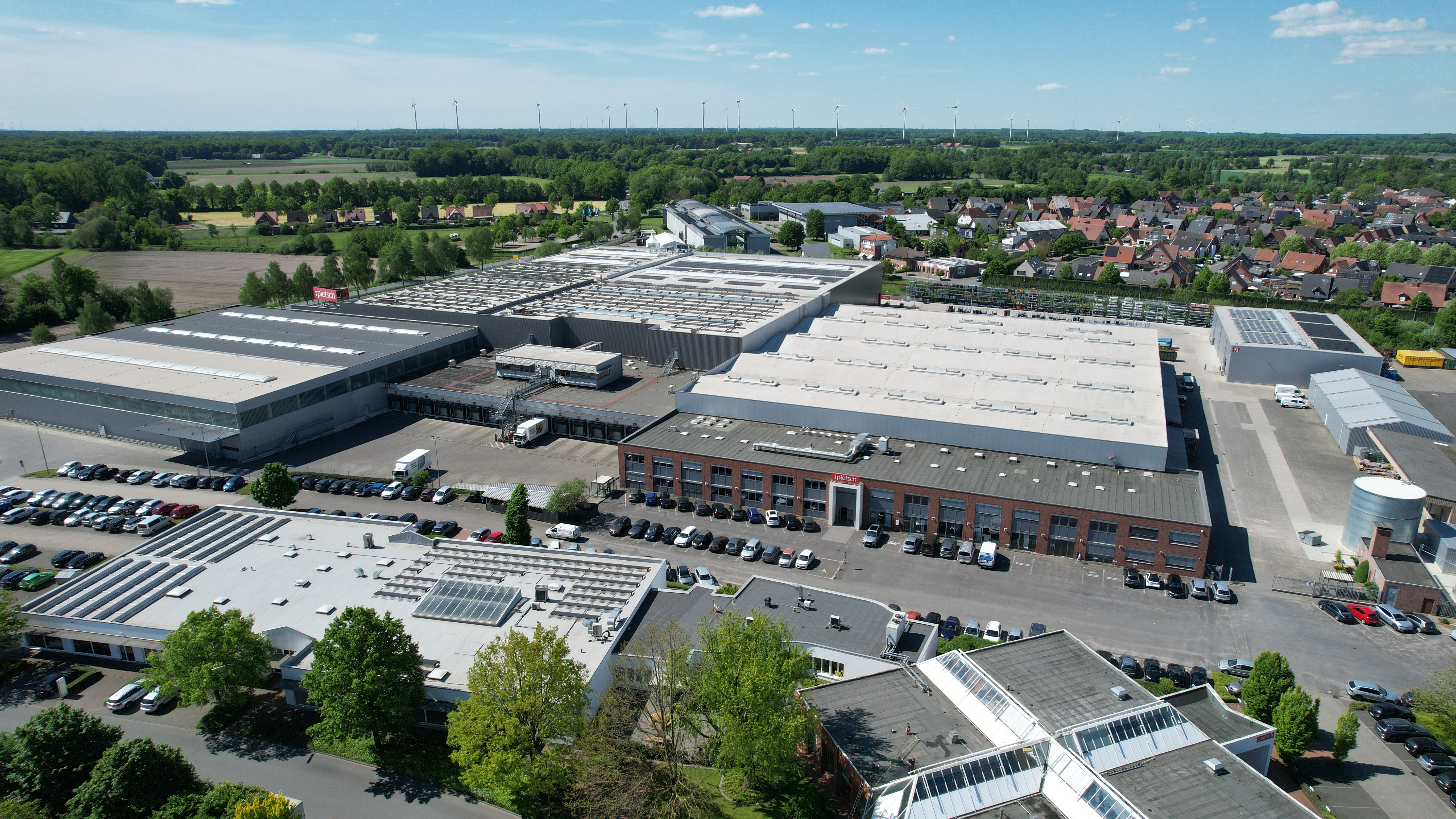
Firmenzentrale in Ahaus 2025

Dr. Michael Pietsch trat Mitte der 1990er Jahre, als nächste Generation, in das Unternehmen ein. Weitere Standorte in Marl, Osnabrück und Gütersloh wurden in die Kurt Pietsch GmbH & Co. KG integriert. 
Die Übernahme der Haustechniksparte des Mülheimer Handels mit sieben Standorten unter der Firmierung Mülheimer Handel Haustechnik GmbH & Co. KG im Jahr 2004 war der erste Schritt zur Unternehmensgruppe. In 2006 folgte die Mehrheitsbeteiligung an der Handelspart Armaturen GmbH mit zwei Standorten in Düsseldorf und die Übernahme der Elspermann Großhandels GmbH & Co. KG mit insgesamt zehn Standorten. 
2015 folgte die Integration der B&C Pumpenvertrieb Köln GmbH in die Unternehmensgruppe, die Anfang 2018 in die B&C Industrietechnik GmbH & Co. KG umfirmierte. Seit dem 1. April 2019 ist die thiele & fendel Bremen GmbH & Co. KG mit 16 Standorten in die Pietsch Unternehmensgruppe übernommen worden. 

## Bedeutung des Logos
Der Doppelpunkt im Unternehmenslogo greift die Firmenphilosophie des Unternehmens auf und steht für die zwei Pole „menschliche Reife“ und „fachliche Professionalität“. Der Doppelpunkt ist in allen Logos der Tochtergesellschaften wiederzufinden. 

## Produkte
Die Pietsch Gruppe vertreibt Produkte aus der Sparte Haustechnik aus den Bereichen Sanitär, Heizung, Klima, Lüftung und Regenerative Energien.
Das Sortiment umfasst 570.000 gelistete Artikel, davon werden rund 30.000 Artikel lagermäßig geführt. Neben Markenprodukten vertreibt das Unternehmen Produkte der Handelsmarken 4YOU und sanibel.
Der Vertrieb der Produkte erfolgt im dreistufigen Vertriebsweg an das konzessionierte Fachhandwerk. Die Pietsch Gruppe, als Großhandelsunternehmen, fungiert dabei als Bindeglied zwischen Industrie, Fachhandwerk und Endkunden.

## Unternehmensstruktur
Das familiengeführte Großhandelsunternehmen hat rund 1.400 Mitarbeiter und wird in der dritten Generation durch Michael Pietsch geführt. die vierte Generation, mit Fritz Felix Pietsch ist bereits aktiv im Unternehmen.
Die Zentrale der Unternehmensgruppe befindet sich in Ahaus.
Zur Unternehmensgruppe gehören die Kurt Pietsch GmbH & Co. KG, die Pietsch Haustechnik GmbH, die Elspermann Großhandels GmbH & Co. KG, die Mülheimer Handel Haustechnik GmbH & Co. KG, die Handelspart Armaturen GmbH, die Logistik 4YOU GmbH & Co. KG, die B&C Industrietechnik GmbH & Co. KG und die thiele & fendel Bremen GmbH & Co. KG sowie Pietsch Nord GmbH & Co. KG.
Die Pietsch Unternehmensgruppe hat 95 Standorte. 
Diese befinden sich in den Bundesländern Nordrhein-Westfalen, Niedersachsen, Sachsen, Thüringen und Schleswig-Holstein.
Das Unternehmen führt unter der Marke badpunkt mit 26 Badausstellungen, in denen Endkunden eine Beratung inklusive einer 3D-Badplanung wahrnehmen können.
Fachhandwerkskunden können die Haustechnik-Produkte in den 95 Abhollägern erwerben oder sich aus den drei Zentrallägern in Ahaus, Mülheim und Ostrau beliefern lassen. Die LKW-Flotte des eigenen Logistikunternehmens, der Logistik4YOU, besteht aus 167 Fahrzeugen. Die Logistik4YOU GmbH & Co. KG ist in Ahaus ansässig und ist für die gesamte Distribution des Warenflusses zuständig. Die Lagerfläche in den drei Zentrallägern in Ahaus, Mülheim und Ostrau umfasst eine Fläche von 66.000 m².